# Fair Warning (groupe)
Pour les articles homonymes, voir Fair Warning.
Fair Warning est un groupe allemand de hard rock, originaire de Hanovre. 

## Histoire
Le groupe est formé par le bassiste Ule W. Ritgen (du groupe Zeno) et le chanteur Tommy Heart (de V2). Les guitaristes étaient Helge Engelke (1961-2023) et Andy Malecek, et le batteur CC Behrens. En 1991, ils sortent leur premier album, Fair Warning, sur WEA Records. Au Japon, ils sont ensuite élus « révélation de l'année » par les lecteurs du magazine BURRN! Après des tournées en Europe avec Giant, ils sont également produits au Japon, ce qui donne lieu à l'album live Live in Japan, sorti en 1993. 
En 1995, ils sortent l'album auto-produit Rainmaker, qui, selon Ritgen, se vend à « environ 140 000 ou 150 000 » exemplaires au Japon et qui est élu album de l'année aux Pays-Bas par le magazine Aardschok. Suivent les albums live Live at Home (1995), le dernier avant de passer chez GUN Records, et Live and More (1998), ainsi que les deux albums studio Go! (1997), qui se vend à 100 000 exemplaires en trois jours au Japon, et Four (2000), avant que le groupe ne se sépare.
En 2005, les membres du groupe se retrouvent sans Andy Malecek pour enregistrer un cinquième album studio intitulé Brother's Keeper, qui sort en 2006 sur Frontiers,,. La même année, le DVD The Call of the East - Live in Japan sort et les deux premiers albums, l'éponyme et Rainmaker, sont réédités. Tout ceci leur vaut une apparition en tant que tête d'affiche lors de la deuxième édition des United Forces of Rock. En 2009, Aura sort sur Metal Heaven.
En 2016, ils annoncent et sortent leur album Pimp Your Past chez Steamhammer, qui est précédé par une vidéo annonce. Ils sont annoncés au Rock of Ages Festival 2017, en Californie, aux côtés de Hardline.
En avril 2023, le groupe annonce le décès de leur guitariste Helge Engelke, à l'âge de 61 ans,,,.

## Discographie

### Albums studio
- 1992 : Fair Warning (WEA, WEA Japan, Frontiers Records)
- 1995 : Rainmaker (WEA, WEA Japan, Frontiers Records)
- 1997 : Go! (GUN, Zero Corp./Big Beat Management, Avalon, Frontiers Records)
- 2000 : 4 (Frontiers Records, Avalon, Hellion)
- 2006 : Brother's Keeper (Big Beat, Marquee / Avalon, Frontiers Records)
- 2009 : Aura (Metal Heaven, Marquee / Avalon, Irond)
- 2013 : Sundancer (Steamhammer)
- 2016 : Pimp Your Past (Steamhammer, King Records)

### Albums live
- 1993 : Live in Japan
- 1998 : Live and More (Zero Corp., Avalon, Marquee, Frontiers Records)
- 2010 : Talking Ain’t Enough – Fair Warning Live in Tokyo (Steamhammer)
- 2019 : Two Nights to Remember

### Compilations
- 1997 : Early Warnings 92–95
- 2001 : A Decade of Fair Warning – Complete Best
- 2012 : Best and More
- 2016 : Pimp Your Past

### EP
- 1992 : Fair Warning (promo)
- 1993 : In the Ghetto
- 1995 : Live at Home
- 1995 : Rainmaker (promo)
- 1996 : Angels of Heaven
- 1997 : Save Me
- 2002 : Still I Believe
- 2006 : Don’t Keep Me Waiting

### Singles
- 1992 : Long Gone
- 1992 : In the Ghetto
- 1992 : When Love Fails
- 1993 : Take Me up (Lisa's Song)
- 1995 : Burning Heart
- 1995 : The Heart of Summer
- 1995 : Rain Song
- 1997 : Follow My Heart (promo)
- 2001 : Heart on the Run